# August Wygand
August Wygand, Pseudonym: Christoph Rauch, (* 23. oder 24. August 1657 in Eisleben; † 26. Februar 1709 in Altona) war ein deutscher Advokat, Politiker und Schriftsteller.

## Ausbildung
August Wygand war das dritte von sechs Kindern von August Wygand sen. (1617–1666) und dessen Gattin Clara Elisabeth, deren Vater Heinrich Richard Hagen (1596–1665) brandenburgischer Vizekanzler zu Halberstadt war. Der Vater arbeitete als Mansfeldischer „Hof-, Berg- und Consistoralrat“ in einer Kanzlei der Grafen von Mansfeld. Hier wurde das Sterbebett und der Lehnstuhl Martin Luthers konserviert und August Wygand geboren.
Im vierten Lebensjahr August Wygands berief August von Sachsen dessen Vater zum Möllenvogt von Magdeburg, wohin die Familie umzog. Bis zum 13. Lebensjahr erhielt er Privatunterricht und besuchte danach das Martineum Halberstadt. 1676/77 studierte er Philosophie an der Universität Leipzig und wechselte danach für ein Studium der Jurisprudenz an die Viadrina, wo er Samuel Stryk und Johann Christoph Bekmann folgte. Ab dem Sommer 1679 reiste er für längere Zeit durch Deutschland, Österreich und in nordische Staaten und arbeitete in Livland als Sekretär für eine polnische Gesandtschaft. Ende 1681 lebte er in Hamburg und traf dort seinen Freund Polycarp Marci.

## Wirken in Hamburg
Wygand arbeitete in Hamburg anfangs als Sozius für ein profitables Notariat und übernahm 1685, als er das Hamburger Bürgerrecht erwarb, eine Stelle als Advokat des Obergerichts, das dem Hamburger Rat unterstand. Im selben Jahr heiratete er Anna Margaretha vom Borstel, die bereits zwei Kinder, davon ein unmündiges, hatte und in erster Ehe mit einem verstorbenen Stallmeister und Ober-Offizier der Hamburger Miliz verheiratet gewesen war. Ihr Vater Peter vom Borstel arbeitete als Gerichtsvogt.
Im Februar 1687 promovierte Wygand innerhalb weniger Wochen über „De Falsis“ („Von Fälschungen“) zum Lizentiaten beider Rechte an der Universität Rostock. Nach dem Tod seines Schwiegervaters erwarb er mit Genehmigung des Hamburger Rates dessen Stelle als Gerichtsvogt. In dieser Position fungierte er auch als Sequester. 1684 kandidierte er als Sekretär des Oberalten, verlor die Wahl jedoch knapp gegen einen Kandidaten, der einer alteingesessenen Familie aus Hamburg angehörte. 

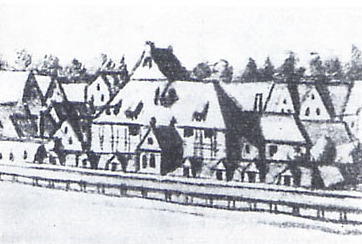
Oper am Gänsemarkt, Ausschnitt aus der Stadtansicht Paul Heineckens 1726

Wygand beteiligte sich am ersten Hamburger Opernstreit und fand Unterstützer in Bürgermeister Heinrich Meurer und dem Ratsherrn und Begründer der Oper am Gänsemarkt, Gerhard Schott. Viele Interessierte der Oper inner- und außerhalb Hamburgs baten Wygand, auf die „Theatromania“ Anton Reisers zu antworten, die dieser geschrieben hatte, ohne selbst eine Opernaufführung gesehen oder ein Textbuch hierzu studiert zu haben. Reiser sah Schauspieler, Sänger und Opern als „Werke der Finsternis“ an, denen die Teilnahme am Abendmahl verweigert werden sollten. Somit entstand 1681 Wygands Replik „Theatrophania“, die sich „musikalischen Operen“ widmete. Wygand orientierte sich in seiner unter dem Pseudonym Christoph Rauch verfassten Replik an der Argumentation Reisers, wechselte dabei gelegentlich ins Sächsische und verwendete Formulierungen, die an Bertolt Brecht erinnern. Den Verlag übernahm der katholische fürstliche Hofdrucker Wolfgang Schwendimann (1632–1685) in Hannover. Reiser, der die wahre Identität Wygands nicht kannte, antwortete darauf mit einer Schmähschrift, in der er diesen als „gewissenlosen Advokaten“, „comödiantischen Pickelhäring“ und „Papisten“ bezeichnete.
An der Hamburger Oper leitete Wygand Proben und übernahm mitunter vertretungsweise das Direktorenamt von Gerhard Schott. Sein Freund Johann Philipp Förtsch vertonte 1689 das Singspiel Polyeuct, das Wygand anonym geschrieben hatte. Wygand setzte sich entschieden gegen die von ihm als anmaßend empfundenen Priester ein und bezeichnete Johann Friedrich Mayer als „Apocalyptische Cavallerie“. Er half jedoch auch Außenseitern und erhielt 1694 einen Dankesbrief emigrierter Unterstützer Jakob Böhmes aus Pennsylvania.
Wygand stellte sich zunehmend gegen den Hamburger Rat, mit dem er später in einen offensichtlichen Konflikt geriet. Die Morde an Cord Jastram und Hieronymus Snitger im Zuge der Belagerung Hamburgs (1686) missfielen ihm, wenngleich er sich zu diesem Zeitpunkt noch nicht öffentlich dazu äußerte. 1693 verlor er aufgrund von Korruptionen unter Beteiligung des Rates Geld bei seiner Bank. Wygands zeigte diese beim Rat an, der sich jedoch Urteilen des zuständigen Reichskammergerichts widersetzte. Stattdessen verbannte er Wygand 1695 lebenslänglich und entzog ihm sämtlichen Besitz, unter dem fälschlichen Vorwurf, im Amt Einnahmen des Gerichts veruntreut zu haben.

## Flucht nach Dänemark
Wygand wandte sich daraufhin an den König von Dänemark. 1696 erhielt er den Titel des königlich-dänischen Rates, 1698 wurde er zum niedersächsischen Residenten Augusts des Starken ernannt, den Hamburg jedoch nicht anerkannte. Um 1705 amtierte er als „königlich-preußischer Geheimer Justiz-Rat“. Er wohnte im dänischen Altona im Haus seines Buchdruckers Christian Reymers und schrieb umfangreich an die Hamburgischen Bürgerschaft. Dabei rief er dazu auf, dass Personen katholischen, reformierten und jüdischen Glaubens ihre Religion wie Lutheraner frei ausüben können sollten. Er forderte, eine „Rechenkammer“ einzusetzen und in der Verwaltung zu untersuchen, ob Mängel oder Schäden vorlägen. Nach dem Ende der Korruption sollte eine Generalamnestie ausgesprochen werden. Außerdem seien Jastram und Snitger und alle Kämpfer für die „Bürgerliche Freiheit“, die Hamburg verlassen mussten, zu rehabilitieren. Hamburg solle Frieden mit dem dänischen König schließen und die von ihm geforderte „Erbhuldigung“ zahlen, so Wygand.
In weiteren Schriften forderte Wygand, eine sich selbst tragende Stiftung einzurichten, die er selbst leiten wollte. Die Einrichtung sollte armen Männern und Frauen Arbeit bieten und sie somit von der als kriminell angesehenen Bettelei abhalten oder sie nicht nur der christlichen Wohlfahrt zuführen. Mittels Stipendien sollte sie Söhnen von Handwerkern ein akademisches Studium oder die „Erlernung redlicher Hantierung“ ermöglichen. Außerdem sollte sie armen Angeklagten eine Verteidigung in Gerichtsprozessen finanzieren und für lebenslange Renten der Witwen Jastrams und Snitgers aufkommen.

## Der Hamburger Rezess
1699 schrieb Wygand mit dem „Manifest der Bürgerlichen Freyheit“ sein bedeutendstes Werk. Bei diesem Rezess vom 18. August 1699 handelte es sich um die erste, ausdrücklich demokratische Programmschrift Deutschlands. Er gab jedem Bürger, der das Bürgergeld bezahlt hatte, die Möglichkeit, sich an Konventen zu beteiligen und hob somit die Abhängigkeit des Bürgerrechts vom Privatvermögen auf. Wygand beschrieb hierzu anonym die Geschichte der Hamburger Verfassung, der „allerrichtigsten Unterhalterin der Frey- und Gleichheit“ und die Bedeutung des Hamburger Rates, der Respekt verdiene.
Danach forderte Wygand den Hamburger Rat dazu auf, sämtliche Rezesse zu publizieren und zu erklären. Er selbst erarbeitete anonym 1705 den „Nucleus Recessuum et Coventuum“, der als alphabetisches Register die Inhalte aller Bürger-Konvente der vorherigen 300 Jahre aufführte. Er versuchte, alle Rezesse vollständig abzudrucken, vollendete dieses nicht publizierte Werk jedoch nur fragmentarisch.